# Eutaxia
Eutaxia es un género de plantas con flores con nueve especies perteneciente a la familia Fabaceae. Es originario de Australia.

## Especies
- Eutaxia cuneata Meissner
- Eutaxia densifolia Turcz.
- Eutaxia dillwynioides Meissner
- Eutaxia epacridoides Meissner
- Eutaxia microphylla (R.Br.)J.M.Black
- Eutaxia moreirai Corseuil & Barbosa, 1971
- Eutaxia obovata Turcz.
- Eutaxia parvifolia Benth.
- Eutaxia virgata Benth.